# Appilly
Appilly település Franciaországban, Oise megyében. Lakosainak száma 505 fő (2022. január 1.). Appilly Marest-Dampcourt, Quierzy, Babœuf, Brétigny és Mondescourt községekkel határos.

## Népesség
A település népességének változása:
| Lakosok száma | 535  | 539  | 545  | 542  | 544  | 549  | 529  | 517  | 505  |
|               | 2013 | 2015 | 2016 | 2017 | 2018 | 2019 | 2020 | 2021 | 2022 |